# عودة المواطن
عودة المواطن (بالإنجليزية: The Return of the Native)‏ هي رواية بقلم توماس هاردي وهي سادس ما نشر من رواياته. ظهرت للمرة الأولى في مجلة بلجرافيا، وهي مجلة عرفت بنشر أخبار الإثارة، وقدمت في اثنتي عشرة حلقة شهرية من يناير إلى ديسمبر 1878. وجد هاردي صعوبة في العثور على ناشر بسبب موضوعات الرواية المثيرة للجدل؛ ورغم أن التقييمات كانت مختلطة إلى حد ما، فقد كانت إيجابية عموما. وفي القرن العشرين، أصبحت عودة المواطن إحدى الأكثر روايات هاردي شعبية.

## روابط خارجية
- عودة المواطن على موقع الموسوعة البريطانية (الإنجليزية)